# Єлань (Бєлорєцький район)
Єла́нь (рос. Елань, башк. Ялан) — присілок (колишнє селище) у складі Бєлорєцького району Башкортостану, Росія. Входить до складу Ішлинської сільської ради.
Населення — 5 осіб (2010; 14 в 2002).
Національний склад:
- башкири — 79%